# John Smith (roer)
 For alternative betydninger, se John Smith. (Se også artikler, som begynder med John Smith)
John David Smith (født 3. marts 1899, død 29. september 1973) var en canadisk roer som deltog i de olympiske lege 1924 i Paris.
Smith vandt en sølvmedalje i roning under OL 1924 i Paris. Han var med på den canadiske otter som kom på en andenplads efter USA. Deltagerne på den canadiske otter bestod af Arthur Bell, Robert Hunter, William Langford, Harold Little, John Smith, Warren Snyder, Norman Taylor, William Wallace og Ivor Campbell som var styrmand.  